# Вербек, Пим
Петер Тим (Пим) Вербе́к (нидерл. Peter Tim "Pim" Verbeek; 12 марта 1956, Роттердам — 28 ноября 2019) — нидерландский футболист и футбольный тренер.
Начал тренерскую карьеру в качестве ассистента в возрасте 25 лет в нидерландском клубе «Дордрехт». С 1984 по 1987 год тренировал любительский клуб третьего нидерландского дивизиона «Унитас Горингхем». В 1987 году возглавил профессиональный клуб «Де Графсхап», показав хороший результат, был приглашен в «Фейеноорд», с которым выиграл Кубок Нидерландов. В период с 1991 по 1997 год тренировал ряд нидерландских клубов.
В 1998 году отправился работать в Японию, где возглавил клуб «Омия Ардия». В 2000 году вернулся в Нидерланды, где некоторое время работал скаутом национальной сборной, в этом же году был приглашен Гусом Хиддинком, в качестве ассистента в сборную Южной Кореи, вместе с ней дошёл до полуфинала чемпионата мира 2002 года.
После Южной Кореи вновь работал в Японии с клубом «Киото Санга». В 2004 году тренировал сборную Нидерландских Антильских островов, с 2005 года работал ассистентом Дика Адвоката в немецком клубе «Боруссия Мёнхенгладбах». В 2005—2006 годах работал вместе с Адвокатом в сборных ОАЭ и Южной Кореи. В июне 2006 года после ухода Адвоката в «Зенит» место главного тренера сборной Кореи занял Пим Вербек, однако под прессом критики попросил отставки в 2007 году. С 2007 года являлся главным тренером сборной Австралии, которая под его руководством смогла пробиться в финальную стадию чемпионата мира 2010 года.
8 апреля 2010 года подписал контракт с Федерацией футбола Марокко о вступлении с августа 2010 года в должность технического директора молодёжной сборной этой страны.